# 大叶假苜蓿
大叶假苜蓿（学名：Crotalaria medicaginea var. luxurians）为豆科猪屎豆属下的一个变种。

## 扩展阅读
- 維基物種上的相關：大叶假苜蓿